# Takikawa
Takikawa (japanska: 滝川市?, Takikawa-shi) är en stad i Hokkaidō prefektur i Japan. Staden fick stadsrättigheter 1958.